# Oblastní rada Chof ha-Šaron
Oblastní rada Chof ha-Šaron (hebrejsky מועצה אזורית חוף השרון, Mo'aca ezorit Chof ha-Šaron, doslova „Oblastní rada Pobřeží Šaronu“) je oblastní rada v Centrálním distriktu v Izraeli.
Rozkládá se v hustě osídlené a zemědělsky intenzivně využívané pobřežní nížině respektive Šaronské planině na severním a severovýchodním okraji aglomerace Tel Avivu, v prostoru mezi městy Herzlija, Ra'anana a Netanja (jež ale pod jurisdikci oblastní rady nespadají).

## Dějiny

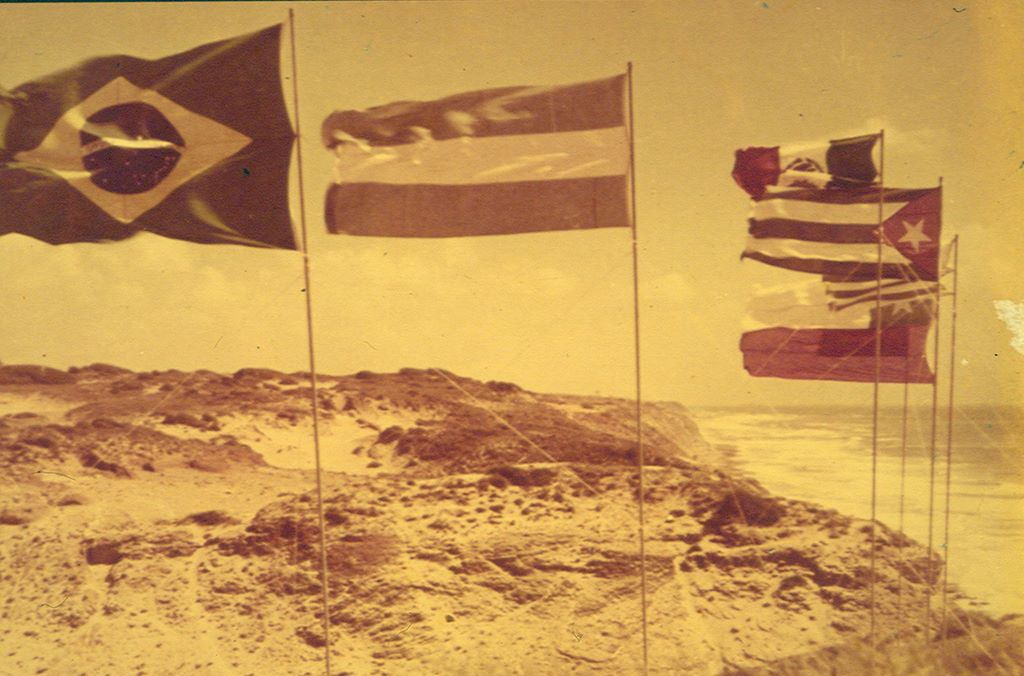
Založení kibucu Ga'aš roku 1951

Novověké židovské osídlení v této oblasti začalo vznikat již za mandátní Palestiny. Již během 20. – 40. let 20. století se zde vytvořila kompaktní oblast židovského zemědělského osídlení. Sídelní síť se pak dotvořila po vzniku státu Izrael, tedy po roce 1948. Během války za nezávislost v roce 1948 opustila zároveň pobřežní nížinu zbylá arabská populace.
Oblastní rada Chof ha-Šaron vznikla roku 1949. V znaku má vlny a brázdy.
Sídlo úřadů oblastní rady leží v komplexu ve vesnici Šefajim, poblíž pobřežní dálnice číslo 2. Starostou rady je אלי ברכה – Eli Bracha. Oblastní rada má velké pravomoci zejména v provozování škol, územním plánování a stavebním řízení nebo v ekologických otázkách.

## Seznam sídel
Oblastní rada Chof ha-Šaron sdružuje celkem 13 sídel. Z toho je pět kibuců, šest mošavů, jedna společná osada a dvě další sídla.
| kibucy - Ga'aš - Glil Jam - Jakum - Šefajim - Tel Jicchak | mošavy - Bacra - Bejt Jehošu'a - Bnej Cijon - Kfar Netter - Rišpon - Udim | společná osada - Charucim | ostatní sídla - Arsuf - Neve Hadasa |

## Demografie
K 31. prosinci 2014 žilo v Oblastní radě Chof ha-Šaron 14 400 obyvatel. Z celkové populace bylo 13 200 Židů. Včetně statistické kategorie "ostatní" tedy nearabští obyvatelé židovského původu, ale bez formální příslušnosti k židovskému náboženství jich bylo 13 700.
| Rok            | 1961  | 1972  | 1983  | 1995  | 2006  | 2008   | 2009   | 2010   | 2011   | 2012   | 2013   | 2014   |
| -------------- | ----- | ----- | ----- | ----- | ----- | ------ | ------ | ------ | ------ | ------ | ------ | ------ |
| Počet obyvatel | 4 400 | 4 700 | 5 500 | 7 200 | 9 800 | 12 500 | 12 700 | 13 000 | 13 600 | 13 000 | 13 200 | 14 400 |